# Bernt Holtsmark

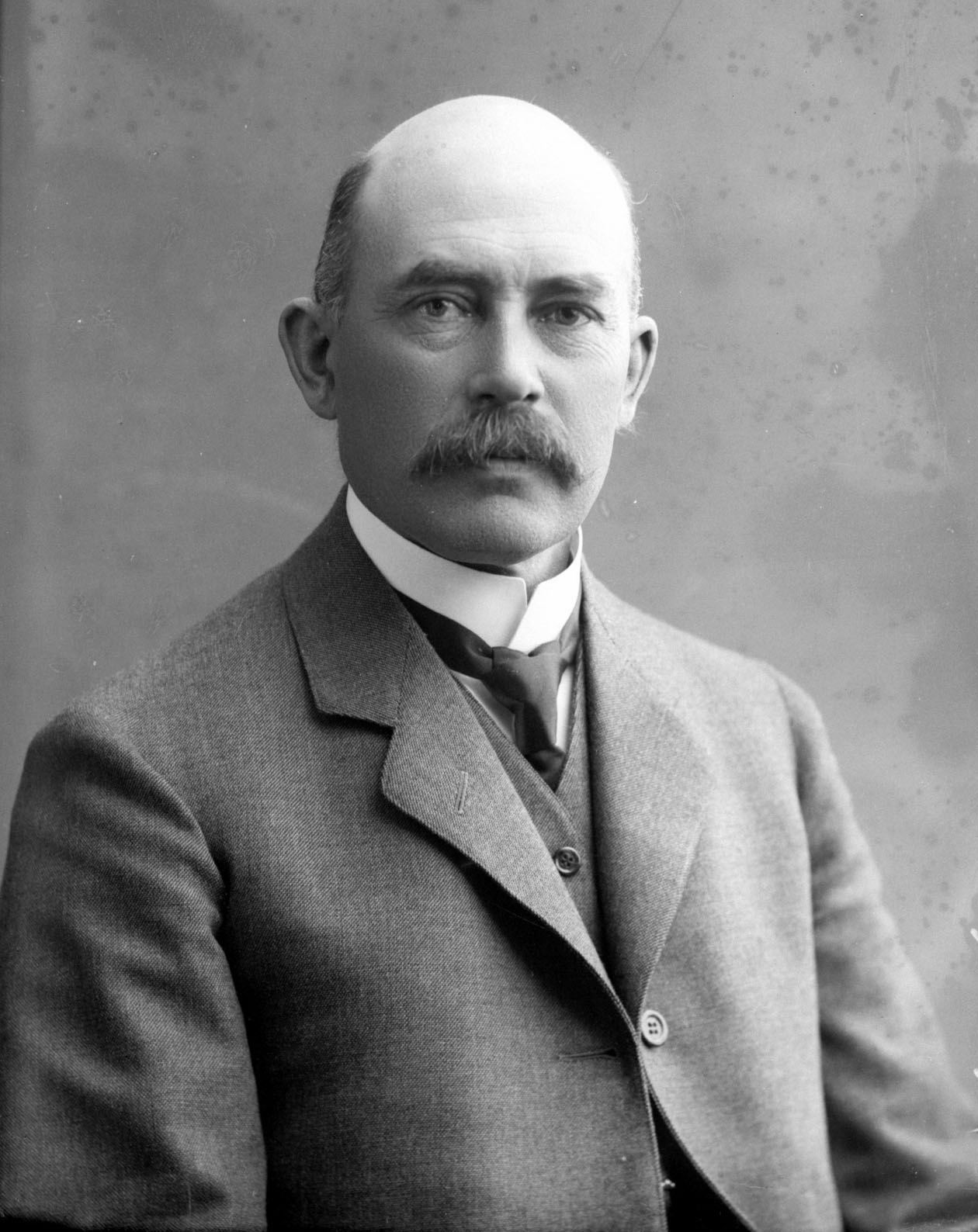
Bernt Holtsmark.

Bernt Holtsmark, född 29 december 1859 i Asker, död 20 april 1941, var en norsk agronom och politiker. Han var farbror till Johan Peter och Anne Holtsmark.
Holtsmark upprättade 1887 efter grundliga teoretiska och praktiska jordbruksstudier en privat lantbruksskola på gården Sem i Asker och förestod den till 1914, då den övertogs av staten. Han var 1889-1903 suppleant i och 1903-09 ledamot av Stortinget, inträdde 1910, som representant för Frisinnede Venstre, i Wollert Konows ministär, där han var jordbruksminister, och avgick med denna 1912. Han var 1916-21 ånyo stortingsledamot. 
Holtsmark utövade ett flitigt och högt skattat författarskap på jordbrukets område och utgav bland annat Husdyrslære (1897; sjunde upplagan 1920) samt redigerade en "Landbrukstidende" först i "Verdens Gang", sedan i "Tidens Tegn".